# (1457) Ankara
Ankara és l'asteroide número 1.457. Va ser descobert per l'astrònom Karl Wilhelm Reinmuth des de l'observatori de Heidelberg (Alemanya), el 3 d'agost de 1937. La seva designació alternativa és 1937 PA.